# Erica wendlandiana
Erica wendlandiana là một loài thực vật có hoa trong họ Thạch nam. Loài này được Klotzsch mô tả khoa học đầu tiên năm 1834.